# Phaeocroides orientalis
Phaeocroides orientalis är en skalbaggsart som beskrevs av Rudolph Petrovitz 1963. Phaeocroides orientalis ingår i släktet Phaeocroides och familjen Hybosoridae. Inga underarter finns listade i Catalogue of Life.